# Indijsko-pakistanske vojne
Indijsko-pakistanske vojne je serija vojn in oboroženih konfliktov med Indijo in Pakistanom v drugi polovici 20. stoletja po umiku Britanskega imperija iz teh dveh držav.
Jedro spora je Kašmir, obmejno območje, katerega večji del pripada Indiji, a so tu naseljeni muslimani.

## Seznam
- indijsko-pakistanska vojna (1947)
- indijsko-pakistanska vojna (1965)
- indijsko-pakistanska vojna (1971)
- indijsko-pakistanska vojna (1999)